# خافي تشينو
خافي تشينو (بالإسبانية: Francisco Javier Hernández González)‏ (22 يناير 1987 ببطليوس في إسبانيا - ) هو لاعب كرة قدم إسباني في مركز الوسط. لعب مع نومانسيا.

## روابط خارجية
- خافي تشينو على موقع قاعدة بيانات كرة القدم.إي يو (الإنجليزية)
- خافي تشينو على موقع Soccerway.com (الإنجليزية)